# Camilo Pérez Monllor
Camilo Pérez Monllor (Alcoy, Alicante, 25 de julio de 1877-Madrid, 4 de enero de 1947) fue un compositor y director de orquesta español. Su padre Camilo Pérez Laporta y su hermano Evaristo Pérez Monllor también fueron compositores y directores de orquesta. 

## Biografía
Camilo Pérez Monllor recibió sus primeras clases musicales de su padre Camilo Pérez Laporta desde pequeño. A los 14 años ingresó como voluntario en el Regimiento de Infantería Zaragoza n.º 12 en Madrid. Posteriormente se matriculó en el Real Conservatorio Superior de Música de Madrid donde Juan Cantó Francés ejerció como profesor en la asignatura de armonía. En 1896 oposita como músico de la Infantería de Marina, puesto que el jurado le deniega al tener una edad temprana. El 16 de agosto de 1899, y por Real orden, se le adjudica la plaza que previamente había sido denegada. Pasó a ocupar la plaza de director de la banda de Infantería de Marina en San Fernando. En 1919 fue destinado al 3er. Regimiento de Infantería de Marina en Cartagena donde dirigió la Orquesta de la Sociedad de Conciertos de Cartagena y un coro. En 1927 regresa a Alcoy donde dirigiría hasta 1933 la Música Primitiva Apolo de Alcoy, igual que su padre. Desde 1933 fijó su residencia en Barcelona y, tras la Guerra Civil Española, se traslada a Madrid donde viviría sus últimos años.
Falleció el 4 de enero de 1947 a los 69 años de edad a causa de un tumor intestinal sin dejar descendencia. Fue enterrado en el Cementerio de la Almudena. El 23 de enero de 1947 se celebró un funeral en la Iglesia de San Mauro y San Francisco de Alcoy donde se interpretó la Misa de Réquiem de Lorenzo Perosi. El 23 de febrero se celebró un concierto homenaje en el Teatro Circo donde se interpretaron diferentes piezas del compositor, entre ellas la conocida Marcha Mora Uzúl el-msélmin (L'Entrà dels Moros) que usualmente se interpreta en las fiestas de Moros y Cristianos de Alcoy.

## Composiciones
Listado completo de composiciones de Camilo Pérez Monllor en el archivo de la Música Primitiva Apolo de Alcoy.

### Pasodobles
- El Pacífico (1898)
- Amontillado Imperial: Bocas de la isla (1900)
- El cuco (1903)
- Apolo (1906)
- 24 de septiembre de 1810 (1910)
- El K'sar el Kebir (1911)
- El K'sar el Yedid (1912)
- L'entrà dels Reis (1913)
- Nanos y Chagans (1913)
- De la terreta (1914)
- Subirana (1914)
- Saludo al arte (1915)
- El tío Colau (1917)
- La festa del carrer (1917)
- !!!Farolero¡¡¡ (1922)
- Pitriqui (1923)
- !!Alma Andaluza¡¡ (1928)
- El chiquet (1930)
- Descacharrante (1938)
- Etzetera (1938)
- Andova (1939)
- Caballeros de España (1939)
- Flechas navales (1939)
- Los Bequeteros (1940)
- Fontilles (1942)
- Simpatía (1943)
- Deportivo Alcoyano (1945)
- Alma Española
- Don Quijote
- El Boro
- El vencedor
- Ferribusterri
- Lo Rat Penat
- Solitario
- ¿Quo Vadis?

### Marcha mora
- Uzúl el-msélmin (L'Entrà dels Moros) (1914)
- L'entrà de la kàbila "Ben kurda" (1919)
- Els tres capitans (1923)
- Baix la figuera (1931)
- Moros i Cristians (1935)
- El Cadí Ben-Il-Sou (1941)
- La canción del Marrakesch (1941)

### Marcha procesional
- Pange Lingua (1900)
- La Vera Cruz (1915)
- La divina pastora (1918)
- Sen Chordi (1932)
- El Salvador (1943)
- La Mare de Déu
- Mater Dolente
- Santa Cecilia

### Danzas
- Ecos del alma (1897)
- Miosotis (1900)
- Araceli (1907)
- Brises du soir (1908)
- Flor de lis
- Gavota en Re Menor
- Lolo
- Lux
- Minuetto
- Nuit sans lune
- Remedios

### Otras piezas
- Sacris Solemnis (1901)
- Canto patriótico militar (1905)
- La cueva de Montesinos (1905)
- Himno a Canarias (1915)
- Himno del Primer Reg. de Infantería de Marina (1917)
- Salve a tres voces (1920)
- Gul i anar -Flor de Granada- (1938)
- Capricho español
- Corpus Christis
- Sigfrido